# Shoichi Funaki
Shoichi Funaki (船木勝一, Funaki Shoichi) (né le 24 août 1968 à Tokyo), est un catcheur (lutteur professionnel) et entraîneur de catch japonais. Il est essentiellement connu pour son travail à la World Wrestling Federation / World Wrestling Entertainment (WWF puis WWE en 2002) de 1998 à 2010.
Il s'entraîne au dojo de Yoshiaki Fujiwara (en) et commence sa carrière à la Pro Wrestling Fujiwara Gumi (en), la fédération de Fujiwara. Il va ensuite à la Michinoku Pro Wrestling (en) et y reste jusqu'en 1997.
En 1998, il signe un contrat avec la WWF et fait partie du clan Kai En Tai (en). Il y remporte le championnat hardcore de la WWF en 2000 puis le championnat des poids lourd légers de la WWE en 2004. Il reste à la WWE jusqu'en 2010.
Il continue sa carrière jusqu'à 2015 et dirige aussi sa propre école de catch à San Antonio.

## Carrière de catcheur

### Débuts au Japon (1993-1997)
Funaki s'entraîne au dojo de Yoshiaki Fujiwara (en) auprès de Fujiwara et Animal Hamaguchi (en). Il commence sa carrière en décembre 1993 à la Pro Wrestling Fujiwara Gumi (en), la fédération de Fujiwara.

### World Wrestling Entertainment (2004-2010); (2013); (2014)

#### Carrière et départ (2004-2010)
Il a remporté le titre WWE Cruiserweight Championship face à Spike Dudley lors d'Armageddon en 2004. Il gardera le titre durant deux mois avant de l'abandonner à Chavo Guerrero, Jr. 
En 2006, il perd contre The Great Khali qui fait ses débuts.
Il fait une apparition lors du Smackdown du 31 octobre 2008 pour Halloween où il prend le nom de Kung Fu Naki à cause de la chanson Kung Fu Fighting ; il toque à la porte de Vickie Guerrero et se proclame Kung Fu Naki, mais Big Show le chasse.
Il fit une apparition lors du 10e anniversaire de SmackDown en chantant avec Yoshi Tatsu la musique d'entrée de Shawn Michaels, Sexy Boy. Depuis on ne l'a plus revu jusqu'à WrestleMania 26 pendant la 26-Men Battle Royale mais c'est son compatriote et ami Yoshi Tatsu qui l'a emporté.
Son contrat prend fin le 22 avril 2010.

#### Retour exceptionnel (2013)
Il revient lors d'un live event à Tokyo en tant qu'arbitre du match entre Natalya et Aksana.

#### Retour à la WWE NXT et Manager de KENTA et rivalité avec The Ascension (2014)
Il revient lorsque KENTA fait ses débuts à NXT et devient le Manager/Traducteur de KENTA Lors de WWE NXT TAKEOVER 2, il se fait attaquer par The Ascension